# Vought O2U Corsair
cet avion ne doit pas être confondu avec deux autres appareils embarqués fabriqués postérieurement par Vought pour l'US Navy : le Chance Vought F4U Corsair, avion de chasse de la Seconde Guerre mondiale, et le Vought A-7 Corsair II, avion de combat à réaction des années 1960
Le Vought O2U Corsair est un biplan d'observation des années 1920, pouvant être équipé de flotteurs. Fabriqué par la compagnie Vought, le O2U est commandé par l'United States Navy (USN) en 1927.

## Conception
L'United States Navy émet un appel d'offres en 1925 pour nouvel un avion de reconnaissance et d'observation. La compagnie Chance Vought emporte le contrat pour deux prototypes. Premier avion à avoir reçu la fameuse désignation Vought Corsair, le O2U-1 initial est plus qu'une version améliorée de la série Vought UO/FU, il est un des tout premier appareil à avoir un fuselage tubulaire tout en acier et à utiliser le nouveau moteur en étoile Pratt & Whitney Wasp à refroidissement par air. Ce moteur de 410 ch est le premier à refroidissement par air à clairement concurrencer les moteurs à refroidissement liquide de type Liberty ou Curtiss Hispano.
Le premier Corsair d'observation est livré en 1926 et prouve rapidement qu'il peut être utilisé dans d'autres rôles. Convertible avec un train fixe, amphibie ou en hydravion, il gagne immédiatement la faveur de la Navy qui passe un grand nombre de nouvelles commandes pour des unités supplémentaires. Côté performances, le Chance Vought Corsair obtient 7 records du monde d'altitude et de vitesse.

## Engagements

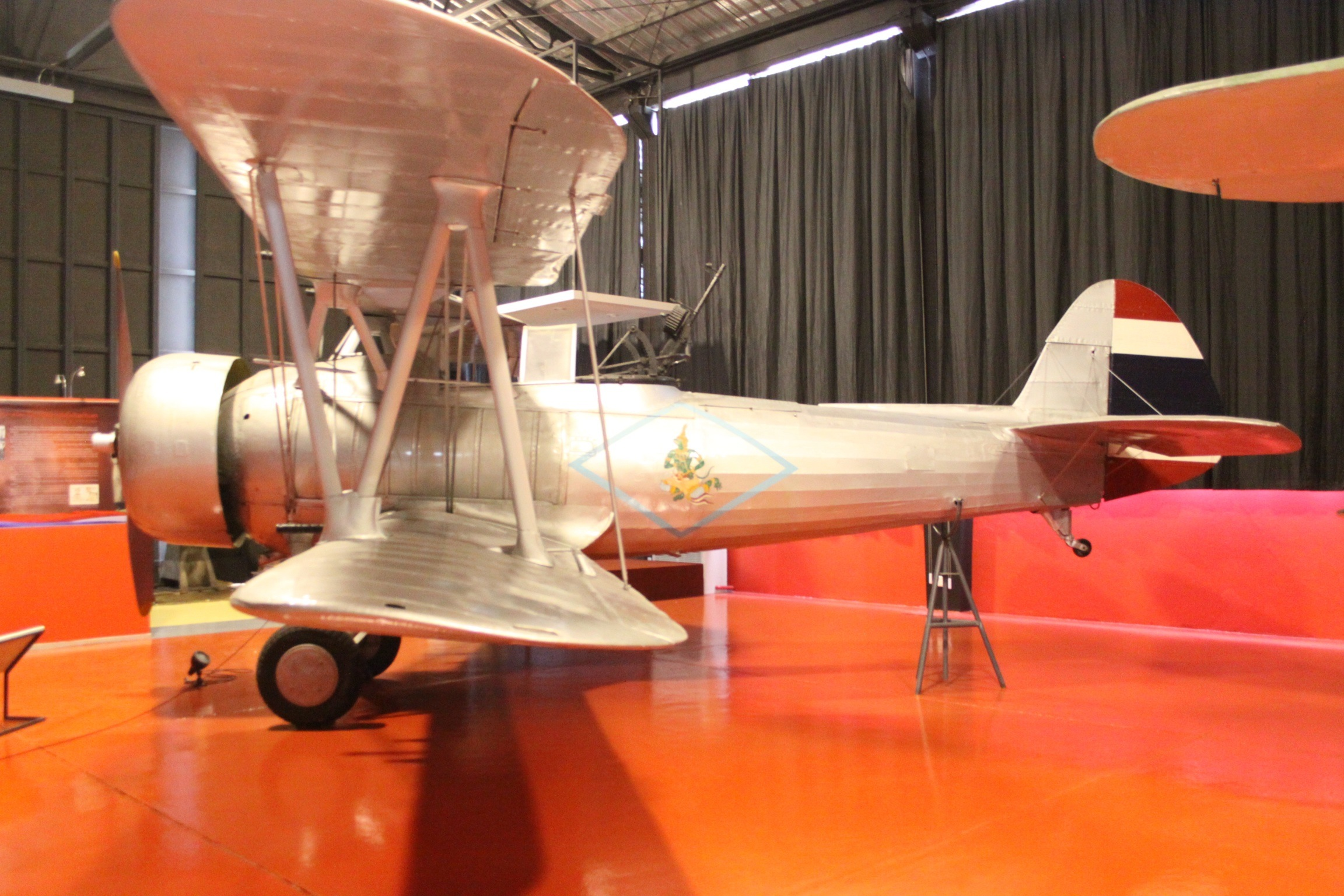
Le seul exemplaire restant au musée de la force aérienne thaïlandaise royale.

Les livraisons commencent en décembre 1927, et le O2U est mis directement en service actif au sein de l'United States Navy et de l'USMC. En 1928, durant la campagne du Nicaragua contre Augusto Sandino, les Corsair des Marines gagnent leurs lettres de noblesse en effectuant le premier raid aérien contre une position fortifiée. Prenant à partie une force ennemie de 1 500 rebelles, 4 Corsair effectuent un mitraillage et un bombardement à faible altitude de leur position fortifiée et très défendue. Durant cette campagne, le Lt. Christian F. Schilt (USMC) gagne la plus haute distinction militaire américaine en évacuant des blessés avec son O2U sous le feu ennemi : la Medal of Honor.
En 1940, la force aérienne royale thaïlandaise, qui produit sous licence la version Vought V-93S après en avoir reçu en 1934, les utilisent durant la guerre franco-thaïlandaise. Elle a alors en ligne sept escadrilles de ces appareils comprenant en théorie douze avions dont trois en réserve.

## Variantes
O2U-1Deux prototypes ainsi que 130 avions de production équipés avec un train interchangeable avec des flotteurs. Moteur Pratt & Whitney R-1340-88 Wasp de 450 ch (336 kW).
O2U-2Variante avec envergure et dérive agrandie.
O2U-3Variante avec gréage des ailes et dérive redessiné et équipée avec un moteur Pratt & Whitney R-1340-C, 80 exemplaires construits.
O2U-4Variante similaire au O2U-3 mais avec des équipements différents, 42 exemplaires.

## Pays utilisateurs

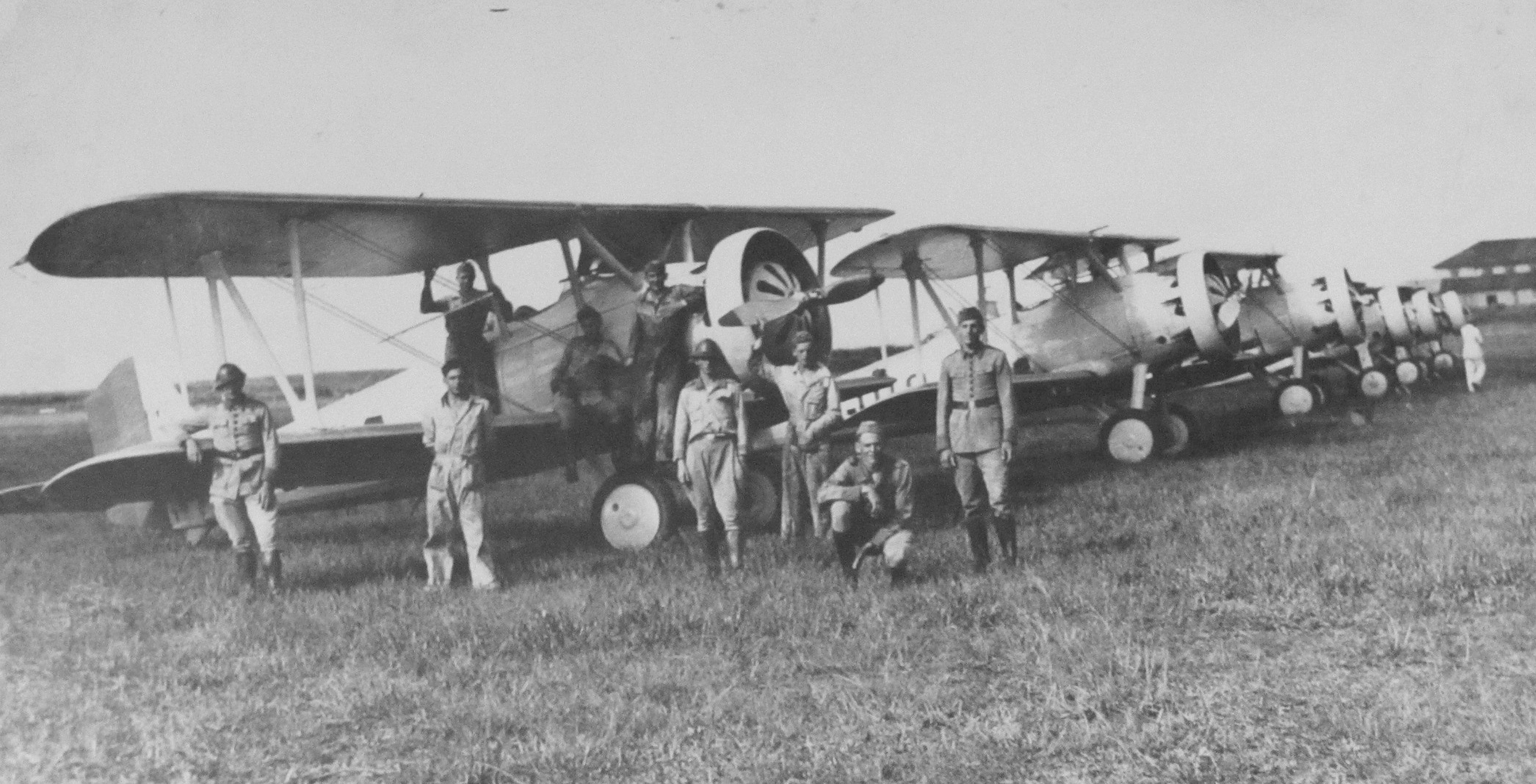
Vought O2U du 5e régiment d'aviation de l'aviation militaire brésilienne.

Outre les utilisateurs ci-dessous, la Thaïlande a conclu le 12 mars 1933 un contrat avec Vought pour une commande de 12 Vought V-93S qui sont armés sur place de 5 mitrailleuses Vickers d’un calibre 8 mm pour des munitions produites localement d'un total de 240 156 dollars américain (
4743235 dollars actuels) et achète la licence pour 9 900 dollars (
195531 dollars actuels). Elle construit 25 en 1936, 25 en 1937 et 100 en 1940. Les derniers sont retirés du service en 1950. Leur désignation locale est บ.จ.๑ (B.J.1 pour avion d'attaque 1) Le musée de la force aérienne thaïlandaise royale possède en 2013 l'unique exemplaire de ce type d'appareil.
| Pays utilisateur       | Force                                                                                                  | Variante     | Année | Nombre |
| ---------------------- | --- | ------------ | ----- | ------ |
| États-Unis             | United States Marine Corps                                                                             | O2U-1        | 1926  | 132    |
| États-Unis             | United States Coast Guard                                                                              | O2U-2        | 1928  | 37     |
| États-Unis             | United States Marine Corps                                                                             | O2U-3        | 1929  | 80     |
| États-Unis             | United States Marine Corps                                                                             | O2U-4        | 1929  | 42     |
| États-Unis             | United States Army                                                                                     | O28          | 1929  | 1      |
| Pérou                  | Force aérienne du Pérou                                                                                | O2U-1E / -3B | 1929  | 5      |
| Canada                 | Canadian Air Force                                                                                     | O2U-1        | 1930  | 1      |
| Argentine              | Armada de la República Argentina                                                                       | O2U-1A       | 1929  | 4      |
| République de Chine    | Force aérienne de la République de Chine                                                               | O2U-1D       | 1929  | 20     |
| Japon                  | Armée Impériale Japonaise                                                                              | O2U-1        | 1929  | 3      |
| Mexique                | Fuerza Aérea Mexicana                                                                                  | O2U-2M       | 1929  | 12     |
| Cuba                   | Force aérienne cubaine                                                                                 | O2U-3A       | 1929  | 26     |
| Brésil                 | Força Aérea Brasileira                                                                                 | O2U-2A       | 1930  | 6      |
| République dominicaine | Force aérienne dominicaine                                                                             | O2U-3SD      | 1930  | 2      |
| Particuliers           | C. Vought F. Rentschler R. Kahn T. Donnelly État du Connecticut The Guggenheim Research Foundation (2) | O2U Special  | 1929  | 7      |
| Total : 379            | |              |       |        |

Source : Site officiel Vought.